# エルトギャゥ
エルトギャゥ(氷島語:Eldgjá)は、アイスランドのカトラ火山にある割れ目火口である。アイスランド語でEldgjá エルトギャゥとは、英語に直すと"fire canyon"、火の峡谷を意味している。同国の南部に位置するエルトギャゥとラキ火山、およびカトラと、それらで単一の火山システムの一部を構成している。
ランドマンナロイガルと、キルキュバイヤルクロイストゥルとの間に位置し、深さ270メートル、幅600メートルの偉容を誇るエルトギャゥは、世界最大の噴火割れ目である。アイスランドの地質火山学者、トールヴァルズル・トーロッドセン（アイスランド語: Þorvaldur Thoroddsen）によって、1893年に発見された。記録に残る最初の噴火である934年噴火は、人類歴史上最大規模の洪水玄武岩であった。おおよそ18立方キロメートルの溶岩が地上にあふれだした。
峡谷の中にはオゥファィルフォスという名前の滝がある。滝の落ち口を渡す天然橋があることで有名だったが、雪融けによる増水で1993年に崩落してしまった。